# Antonij (Fialko)
Antonij (světským jménem: Vasyl Ivanovyč Fialko; * 2. října 1946, Dulycke) je ukrajinský duchovní Ukrajinské pravoslavné církve, metropolita makarivský a vikář kyjevské eparchie.

## Život
Narodil se 2. října 1946 ve vesnici Dulycke Kyjevské oblasti.
Studoval na Kyjevské průmyslové škole a na Voroněžském institutu architektury a stavitelství. Poté pracoval na různých stavbách v Kyjevě.
V letech 1973–1974 sloužil v řadách Sovětské armády.
Roku 1975 nastoupil na Moskevský duchovní seminář a poté na Moskevskou duchovní akademii.
Roku 1976 se stal hypodiákonem biskupa kurského a bělgorodského Chrizostoma (Martiškina).
Dne 24. dubna 1976 jej biskup Chrizostom rukopoložil na diákona a 14. srpna 1977 na jereje. Stal se představeným chrámu Povýšení Svatého Kříže ve Starém Oskolu. V lednu 1978 byl převeden do chrámu svatého Michaela v Bělgorodu.
Od června 1978 byl klerikem vinnycké eparchie a 12. prosince 1978 byl jmenován duchovním katedrálního chrámu Narození přesvaté Bohorodice ve Vinnycjy.
Dne 10. dubna 1979 byl biskupem vinnyckým a braclavským Agafangelem (Savvinem) postřižen na monacha se jménem Antonij na počest svatého Antonína Pečerského.
Roku 1980 se stal blagočinným farností 7. okruhu.
Dne 7. dubna 1982 byl povýšen na igumena.
Od 1. listopadu 1982 sloužil jako představený chrámu svaté Paraskevy v Kalynivce a od 8. září 1983 chrámu Zesnutí přesvaté Bohorodice ve vesnici Murafa.
Roku 1985 byl na Velikonoce povýšen na archimandritu.
Dne 9. ledna 1989 byl jmenován sekretářem chmelnycké eparchiální správy, blagočinným 1. okruhu a představeným katedrální chrámu Narození přesvaté Bohorodice.
Roku 1991 přešel do jurisdikce Ukrajinské autokefální pravoslavné církve. Dne 23. června 1991 byl patriarchou Mstyslavem rukopoložen na biskupa chmelnyckého a kamenec-podilského. Dne 25. června 1992 se po pokání vrátil do jurisdikce Moskevského patriarchátu v hodnosti archimandrity.
Poté, co Ukrajinská pravoslavná církev získala nezávislost ve své správě byl roku 1992 zvolen biskupem perejaslav-chmelnyckým a vikářem kyjevské eparchie. Dne 27. července 1992 proběhla jeho biskupská chirotonie.
Dne 22. června 1993 byl ustanoven biskupem chmelnyckým a šepetivským.
Roku 1998 obhájil diplomovou práci na fakultě pastorační teologie Kyjevské duchovní akademie.
Dne 22. července 1999 byl povýšen na arcibiskupa a 31. května 2007 na metropolitu.
Dne 31. května 2007 mu byl změněn titul na chmelnycký a starokosťantynivský.
Dne 3. dubna 2023 vyjádřil přání přestoupit do Pravoslavné církve Ukrajiny, na což byl Svatým synodem Ukrajinské pravoslavné církve penzionován.
Dne 23. května 2023 byl jmenován metropolitu makarivským a vikářem kyjevské eparchie.